# Goździn
Goździn (pol. hist. Guździno) – wieś w Polsce położona w województwie wielkopolskim, w powiecie grodziskim, w gminie Rakoniewice.

## Historia
Wieś pierwotnie związana była z Wielkopolską. Ma metrykę średniowieczną i istnieje co najmniej od końca XIII wieku. Wymieniona została w łacińskim dokumencie datowanym na 1287 pod nazwą Kuzino (wg kopii z 1620), 1401 Gusdzino, 1419 Gusczyno, 1420 Guszdzyno, 1434 Guschdzyno, 1440 Gudzino, 1482 Goszdzyno.
Miejscowość była początkowo wsią duchowną należącą do Opactwa Cystersów w Obrze, a później szlachecką i należała do przedstawicieli lokalnej szlachty wielkopolskiej, panów Rzeszotarzewskich, Jarogniewskich, Korzboków Trzebawskich, Śmigielskich. W 1482 wieś leżała w powiecie kościańskim Korony Królestwa Polskiego. W 1603–1607 miejscowość należała do parafii Ruchocice.
Odnotowana pierwszy raz w 1287 w dokumencie księcia wielkopolskiego Przemysła II, który nadał klasztorowi cystersów w Obrze okoliczne wsie, w tym m.in. Golę i Goździn ze wszelkimi prawami. W 1431 przywilej ten potwierdził król polski Władysław Jagiełło. W połowie XV wieku klasztor sprzedał wieś prywatnemu właścicielowi.
Wieś odnotowana została wielokrotnie także w archiwalnych dokumentach sądowych. W 1401 Wojciech Rzeszotarzewski zapowiedział przed sądem ziemskim dziedziny zastawione u niego przez cystersów z Obry, w tym m.in. Golę i Goździn. Klasztor wykupił jednak zastaw ponieważ w latach 1419, 1420, 1434 zapowiedział te wsie przed sadem ziemski jako swe dziedziny. W 1425 sąd postanawił pod karą 3 grzywien, że opat klasztoru w Obrze powinien zezwolić Janowi, kmieciowi z Goździna, na odejście z dziedziny w ciągu dwóch tygodni z całym swoim dobytkiem do Abrahama Zbąskiego oraz winien pozwolić mu na zebranie w swoim czasie oziminy, zaś kmieć pod tą samą karą winien przekazać opatowi rolę ze zbożem jarym. W 1432 Jurga Jarogniewski toczył proces z Piotrem Korzbokiem dowodząc, że jego czeladź zajęła Korzbokowi trzy kopy bydła i pół kopy koni w Goździnie, na jego własności.
W 1440 Sędziwój Korzbok Trzebawski za zgodą króla Władysława Jagiełły dał Hermanowi opatowi cystersów z Obry połowę Chwalimia oraz 150 grzywien półgroszy, a w zamian otrzymał dziedziny Golę i Goździn. W 1482 od Sędziwoja Trzebawskiego wsie Ruchocice, Goździn i Golę za 2000 złotych węgierskich kupił Jan Śmigielski. Płatność odbyła się w ratach. W 1483 Sędziwój Trzebawski zeznał przed sądem, że otrzymał od nabywcy 400 złotych węgierskich i 100 grzywien półgroszy na poczet sumy 900 grzywien długu, zaś Jan Śmigielski zeznał, że wpłacił na jego rzecz 666 grzywien i 32 grosze w szer. półgroszy długu tytułem reszty zapłaty z sumy 900 grzywien za wspomniane wsie. W 1510 bracia Wojciech, Stanisław i Andrzej Śmigielscy dokonali podziału należących do nich dóbr. Stanisław otrzymał części majątku Śmigiel, a w tym m.in. wieś Goździn.
W 1640–1641 odnotowano, że dziesięcinę snopową z folwarku Goździn płacono kościołowi parafialnemu w Ruchocicach. Z wizytacji jaka miała miejsce w latach 1603–1607 w kościele ruchocickim wykazała, że do parafii należały tylko Ruchocice, a wieś Goździn została zamieniona na folwark. W 1711 wieś odnotowano jako opustoszałą.
Wskutek II rozbioru Polski w 1793 wieś przeszła pod władanie Prus i jak cała Wielkopolska znalazła się w zaborze pruskim. W okresie Wielkiego Księstwa Poznańskiego (1815–1848) miejscowość wzmiankowana jako Guzdziń należała do wsi większych w ówczesnym powiecie babimojskim rejencji poznańskiej. Guzdziń należał do rakoniewickiego okręgu policyjnego tego powiatu i stanowił część majątku Ruchocice, który należał wówczas do Zastrowa. Według spisu urzędowego z 1837 roku Guzdziń liczył 234 mieszkańców, którzy zamieszkiwali 42 dymy (domostwa).
Na mapach z XVIII–XIX wieku zaznaczono wieś Goździn. Na mapie Perthéesa pod nazwą Holendry Guzdzyn', na mapie Gillego Guszin, Guzdzinskie Holendry lub Gani.
W latach 1975–1998 miejscowość administracyjnie należała do województwa poznańskiego.